# Targuist
Targuist (Arabisch: تارجيست, Berbers: ⵜⴰⵔⴳⵉⵙⵜ) is een stad in het noorden van Marokko, gelegen in het Rifgebergte in de regio Tanger-Tétouan-Al Hoceïma, provincie Al Hoceima.
De stad wordt bevolkt door Sanhaja stammen die zowel Senahja Srair als Darija spreken..

## Trivia
- Targuist is de geboorteplaats van de Nederlandse voetballer Moestafa El Kabir (1989).